# エスタディオ・コンデ・ディアス・ガルシア
エスタディオ・コンデ・ディアス・ガルシア（ポルトガル語: Estádio Conde Dias Garcia）は、ポルトガル・サン・ジョアン・ダ・マデイラに所在する多目的競技場である。主にサッカーの試合に用いられ、ADサンジョアネンセの本拠地として使用されている。収容人数は8,500人である。